# Oleh Kukota
Oleh Kukota (ukrainisch Олег Кукота; * 22. Februar 1997) ist ein ukrainischer Hürdenläufer, der sich auf die 110-Meter-Distanz spezialisiert hat.

## Sportliche Laufbahn
Erste internationale Erfahrungen sammelte Oleh Kukota im Jahr 2023, als er bei der 2. Liga der Team-Europameisterschaft im Rahmen der Europaspiele in Chorzów in 14,08 s den siebten Platz über 110 m Hürden belegte. Anschließend gelangte er bei den Balkan-Meisterschaften in Kraljevo mit 13,92 s auf den sechsten Platz. Im Jahr darauf belegte er bei den Balkan-Meisterschaften in Izmir in 14,02 s den vierten Platz. 
2023 wurde Kukota ukrainischer Meister im 110-Meter-Hürdenlauf sowie 2023 und 2024 Hallenmeister über 60 m Hürden.

## Persönliche Bestzeiten
- 110 m Hürden: 13,92 s (+1,5 m/s), 23. Juli 2023 in Kraljevo
  - 60 m Hürden (Halle): 7,90 s, 6. Januar 2024 in Kiew